# Карасу (Карасуський район)
Карасу́ (каз. Қарасу) — село, центр Карасуського району Костанайської області Казахстану. Адміністративний центр Карасуського сільського округу.
Населення — 3393 особи (2021; 3728 у 2009, 4734 у 1999, 5147 у 1989).